# کل دو پورتاله
کل دو پورتاله (انگلیسی: Col du Pourtalet) یک گردنه و محل پست مرزی در پیرنه-آتلانتیک است که بین فرانسه و اسپانیا قرار دارد.